# Bredase Radio en Televisie Stichting
De Bredase Radio en Televisie Stichting (BRTS) was tot 21 april 2013 de lokale omroep voor de gemeente Breda. Tegenwoordig maakt de omroep op internet programma's onder de naam Stads RTV Breda.  Via de live stream op de website zendt de BRTS een combinatie uit van non-stop en gepresenteerde programma's. In de avonduren zijn er programma's voor doelgroepen. De BRTS is een vrijwilligersorganisatie gevestigd in het souterrain van Hotel Brabant aan de Heerbaan te Breda.

## Programma's
Enkele voorbeelden van tv-programma's die gemaakt werden of worden:
Rondom BredaEen informatief programma over historie, cultuur en natuur in Breda.
KleurentelevizieEen experimenteel kunstprogramma met korte films, gemaakt door kunstenaars uit Breda en omgeving. Aangevuld met reportages van activiteiten van culturele initiatieven.
GemeenteraadsvergaderingLive uitzendingen vanuit de raadszaal in het stadhuis aan de Grote Markt, voorafgegaan door het programma 'Opmaat'.
Meedoen in BredaStadsgesprekken
Breda IngelijstEen gevarieerd programma met aandacht voor Bredanaars en lokale activiteiten
Beleef BredaDit werd uitgezonden na afloop van de gefilmde evenementen.
Breda in BeeldEen gevarieerd programma met aandacht voor Bredanaars en lokale activiteiten
Breda SwingtEen muziekprogramma met o.a. live-muziek, cabaret, dans en interviews met artiesten.
De week van CorEen programma gericht op Breda én Brabant. Het heeft een regionaal karakter met informatie en muziek van bekende gasten en artiesten. Presentatie is in handen van Cor Bloks.
Bijkomen op de maandagavondDe Radio show van de maandagavond die gemaakt wordt door 2 studenten genaamd Elvira en Willem van Breda University of Aplied science. Deze twee studenten eindigen de zware dinsdag samen met hun luisteraars en praten lekker bij over het weekend.

## Geschiedenis
Aan de oorsprong van de BRTS ligt de VTB. De Vrije Televisie Breda was een Bredase TV piraat. De eerste uitzending van de BRTS is geproduceerd door de medewerkers van de VTB. De omroep startte in 1982 met radio uitzendingen via het kabelnet. Na diverse locatie- en samenstellingwijzigingen (de zender zond onder andere onder de zendernaam BEO uit vanuit de bovenwoning boven café Sam Sam op de Grote Markt van Breda en een studio in een pand aan de Keizerstraat) kwam de stichting in 199 in Het Turfschip terecht. Daar had men voor het eerst de beschikking over een zender, waardoor ook uitzendingen via de ether mogelijk werden.
Samenwerking met Radio Continu en later VNU volgden en de naam Stadsradio Breda werd ingevoerd. De verschillende, vaak tegenstrijdige, belangen van onder andere commerciële en publieke partijen en professionele- en vrijwillige radiomakers zorgden voor diverse interne strubbelingen. In 1998 was de BRTS weer een volledig zelfstandige partij en ging men de strijd om de lokale zendvergunning aan.
De gemeenteraad van Breda besloot op 29 januari 1998 het Commissariaat voor de Media te adviseren de BRTS opnieuw voor een periode van vijf jaar een zendvergunning te verlenen. Een van de argumenten was dat de lokale omroep beschikte over een studio en een samenwerking wilde aangaan met ziekenomroep Studio Audio.
De BRTS verhuisde van de Markendaalseweg naar de kelder van het Aeneas verpleeghuis aan de Langendijk en ging, naast het maken van  radio, aan de slag met het opzetten van een eigen kabelkrant. Op het net van de kabelkrant werden naast lokaal nieuws ook de radio-uitzendingen uitgezonden. Later komen er ook televisieprogramma's. De verlenging van de zendvergunning in 2003 zorgt voor de nodige onrust in de mediawereld in Breda. Uiteindelijk wordt de vergunning toegekend aan de BRTS.
Een samenwerking met TV&Co volgt, een professioneel initiatief van een aantal Bredase televisiemakers. TV&Co maakt in eerste instantie gebruik van het kanaal van de BRTS. Later gaan de twee partijen op zelfstandige voet verder.
Tijdens de verlenging van de zendvergunning in 2012, streed de BRTS om de vergunning met BredaNu. Beiden hadden een verzoek ingediend bij het Commissariaat voor de Media om de lokale omroep van Breda te worden. Een fusie tussen de twee omroepen werd bekeken maar loopt op niets uit. Uiteindelijk besliste het Bredase College van B&W om de voorkeur te geven aan BredaNu. Het Commisariaat voor de Media besloot op 16 april 2013 om BredaNu aan te wijzen als officiële lokale omroep.
De vergunning van de BRTS liep af op 21 april 2013. De uitzendingen via de ether en de kabel werden gestaakt en de omroep maakte bekend verder te gaan met uitzendingen op internet. In de toekomst wil men zich richten op samenwerking met lokale omroepen in de regio, cultuur en evenementen.